# Марачевич, Николай Дионисьевич
Николай Дионисьевич Марачевич (1905—1982) — полковник Советской Армии, участник Великой Отечественной войны, Герой Советского Союза (1944).

## Биография
Николай Марачевич родился 25 марта 1905 года в селе Поддубцы (ныне — Луцкий район Волынской области Украины). Окончил среднюю школу. В 1919—1922 годах служил в Рабоче-крестьянской Красной Армии. Демобилизовавшись, работал на железной дороге. В 1926 году Марачевич повторно был призван в армию. В 1930 году он окончил кавалерийскую школу, в 1941 году — курсы усовершенствования командного состава. С июня 1941 года — на фронтах Великой Отечественной войны.
К марту 1944 года подполковник Николай Марачевич командовал 45-й механизированной бригадой 5-го механизированного корпуса 6-й танковой армии 2-го Украинского фронта. Бригада Марачевича особо отличилась во время форсирования рек Горный Тикич, Южный Буг и Днестр, а также приняла активное участие в освобождении города Могилёв-Подольский.
Указом Президиума Верховного Совета СССР от 17 мая 1944 года за «мужество и героизм, проявленные при форсировании Днестра и освобождении города Могилёв-Подольский», подполковник Николай Марачевич был удостоен высокого звания Героя Советского Союза с вручением ордена Ленина и медали «Золотая Звезда» за номером 2522.
После окончания войны Марачевич продолжил службу в Советской Армии. В 1945 году он во второй раз окончил курсы усовершенствования командного состава. В 1953 году в звании полковника Марачевич был уволен в запас. Проживал и работал в Киеве. Умер 7 апреля 1982 года, похоронен на Байковом кладбище Киева.
Был награждён двумя орденами Ленина, орденами Красного Знамени, Александра Невского, Отечественной войны 1-й степени, Красной Звезды, рядом медалей.